# 宋文新 (河北)
宋文新（1965年1月—），河北南宫人。1987年7月参加工作。天津大学管理学院管理科学与工程专业毕业，研究生学历，经济学硕士。
早年在河北省人民政府办公厅工作。2003年，任河北省人民政府副秘书长、办公厅党组成员。2004年，任沧州市人民政府副市长。2008年，任河北省人民政府研究室副主任、党组副书记。2011年，任研究室主任、党组书记。2015年7月，任中共邢台市委副书记。
2016年8月，任中共河北省委副秘书长、改革办主任、政研室主任。